# Dějiny archeologie
Archeologie je věda, zabývající se studiem lidské minulosti prostřednictvím archeologických pramenů. Ty zahrnují movité i nemovité artefakty (včetně částečně nebo zcela zaniklé architektury), ekofakty (včetně kulturní krajiny) a přírodní prameny (např. pylová zrna, jezerní sedimenty). Tyto prameny vydávají svědectví o kultuře minulých lidských populací, ale i o jejich životním prostředí.
Rozvoj oboru archeologie má společné kořeny s historií. Mezi první osoby projevující zájem o studium minulosti, patřili panovníci, kteří chtěli ukázat slávu svých národů a podpořit své mocenské ambice. Řecký historik Hérodotos žijící v 5. století př. n. l. byl prvním učencem, který systematicky studoval minulost a možná byl první, kdo zkoumal artefakty. V říši Sung (960–1279) v období císařské Číny, čínští učenci a úřednicí objevovali, studovali a katalogizovali starověké artefakty. V 15. a 16. století došlo v renesanční Evropě k vzestupu antikvářství, tedy sběru starožitností. Postupem času se převážně soukromé sbírky pod vlivem nacionalismu měnily v národní muzea a první archeologické výzkumy reagovaly na hledání počátků jednotlivých národů. Na konci 19. století se archeologie vyvinula v mnohem systematičtější disciplínu a ve 20. století se stala samostatným oborem s vlastní metodikou a řešenými tématy. Během tohoto období také došlo k významnému pokroku v používaných technikách.
Slovo archeolog (v anglické verzi archaelogist) bylo poprvé použito v roce 1824 v Oxford English Dictionary. 

## Počátky

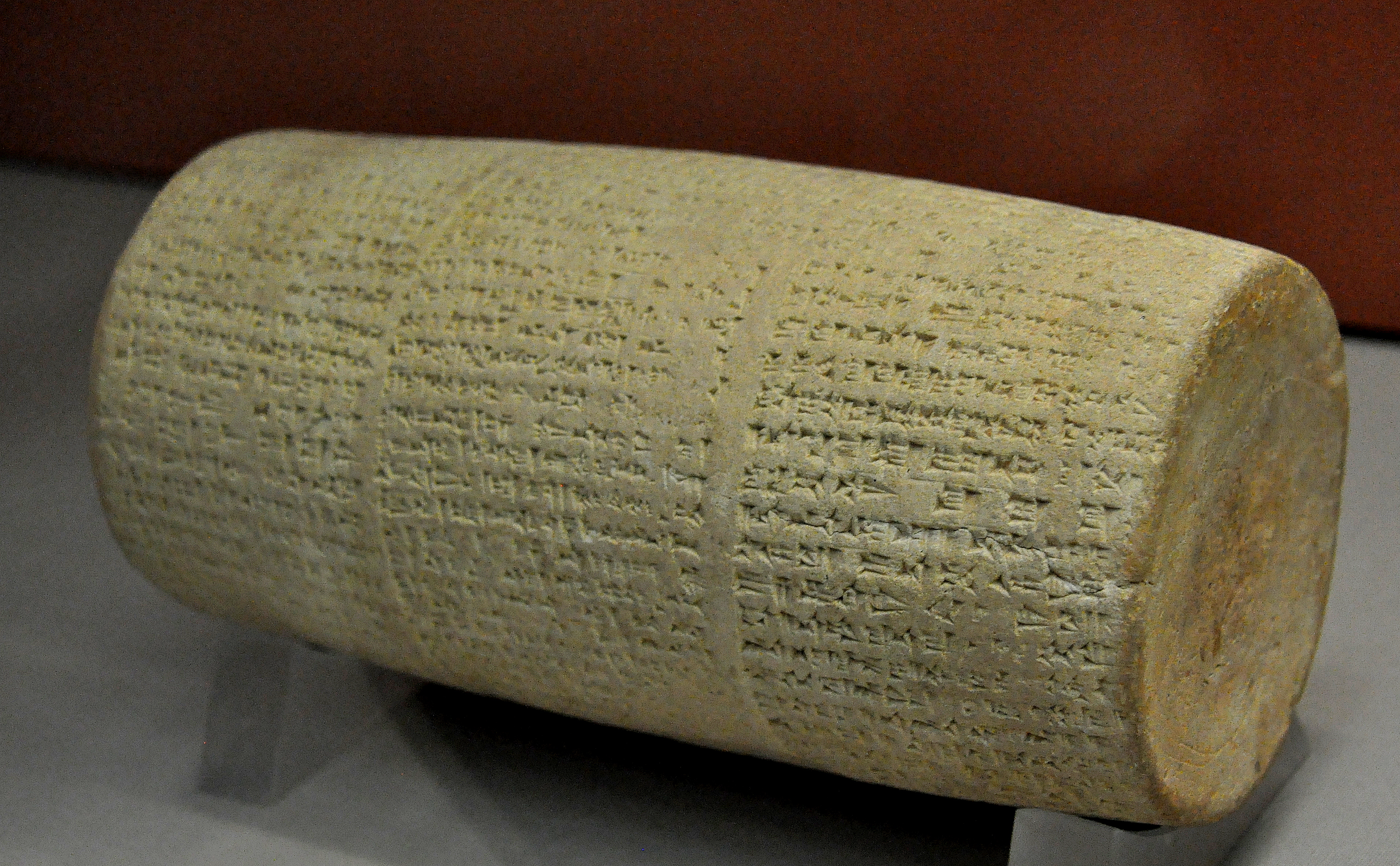
Popis v klínovém písmu o výzkumech babylonského krále Nabonida

Již Chamuaset, syn Ramesse II., byl znám svým velkým zájmem o identifikaci a obnovu památek egyptské minulosti, například Džoserovy pyramidy z 27. století př. n. l. Díky své činnosti je někdy označován za „prvního egyptologa“.
Dalším starověkým vládcem, který se zajímal o minulost byl novobabylonský král Nabonid, který panoval v 6. století př. n. l. Ten se zabýval dávnou historií Mezopotámie, zejména objevil a analyzoval pozůstatky Akkadské říše z doby vlády krále Narám-Sína. Nejenže Nabonid vedl první vykopávky, které měly najít základy chrámu boha slunce Šamaše, chrámu bohyně bojovnice Anunit (oba se nacházely v Sipparu) a svatyni, kterou nechal Narám-Sín postavit bohu měsíce, která se nacházela v Harranu. Také nechal tato místa obnovit do jejich dřívější podoby. Byl také prvním, kdo se pokusil o dataci archeologického artefaktu při svém pokusu o dataci chrámu. I když se ve svém odhadu zmýlil přibližně o 1500 let, stále to byl velmi dobrý odhad s ohledem na tehdejší nedostatek přesné datovací technologie.
Raný systematický výzkum a historiografii lze vysledovat až k řeckému historikovi Hérodotovi, který žil v 5. století př. n. l. Byl prvním evropským učencem, který systematicky sbíral artefakty a zkoumal jejich vlastnosti. Byl také prvním, kdo poutavě psal o minulosti. Napsal soubor devíti knih s názvem Dějiny, ve kterých zaznamenal vše, co se dozvěděl o různých oblastech. Ve svém díle mimo jiné diskutoval o příčinách a důsledcích řecko-perských válek. Prozkoumal také Nil a Delfy. Novodobí vědci však v jeho záznamech objevili chyby, a proto předpokládají, že zřejmě necestoval po Nilu tak hluboko do vnitrozemí, jak ve svém díle uvádí.
Rovněž v literatuře ze starověkého Říma lze zachytit známky zájmu o díla minulosti, příkladem může být diskuze Tita Livia o starověkých římských památkách v jeho díle Ab urbe condita.

## Antikvářství

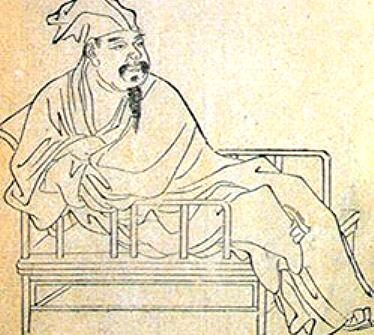
Ou-jang Siou (1007 – 1072)

Archeologickými prameny se později ve větší míře zabývali antikváři. Ti studovali dějiny se zvláštním zřetelem na starověké artefakty a rukopisy a také na historické lokality. Obvykle to byli bohatí lidé, kteří sbírali artefakty a vystavovali je v kabinetech kuriozit. Zaměřovali se také na empirické důkazy, pomocí kterých se snažili o pochopení minulosti. Sir Richard Colt Hoare, antikvář žijící v 18. století, zastával heslo „mluvíme z faktů, nikoliv z teorií“. 

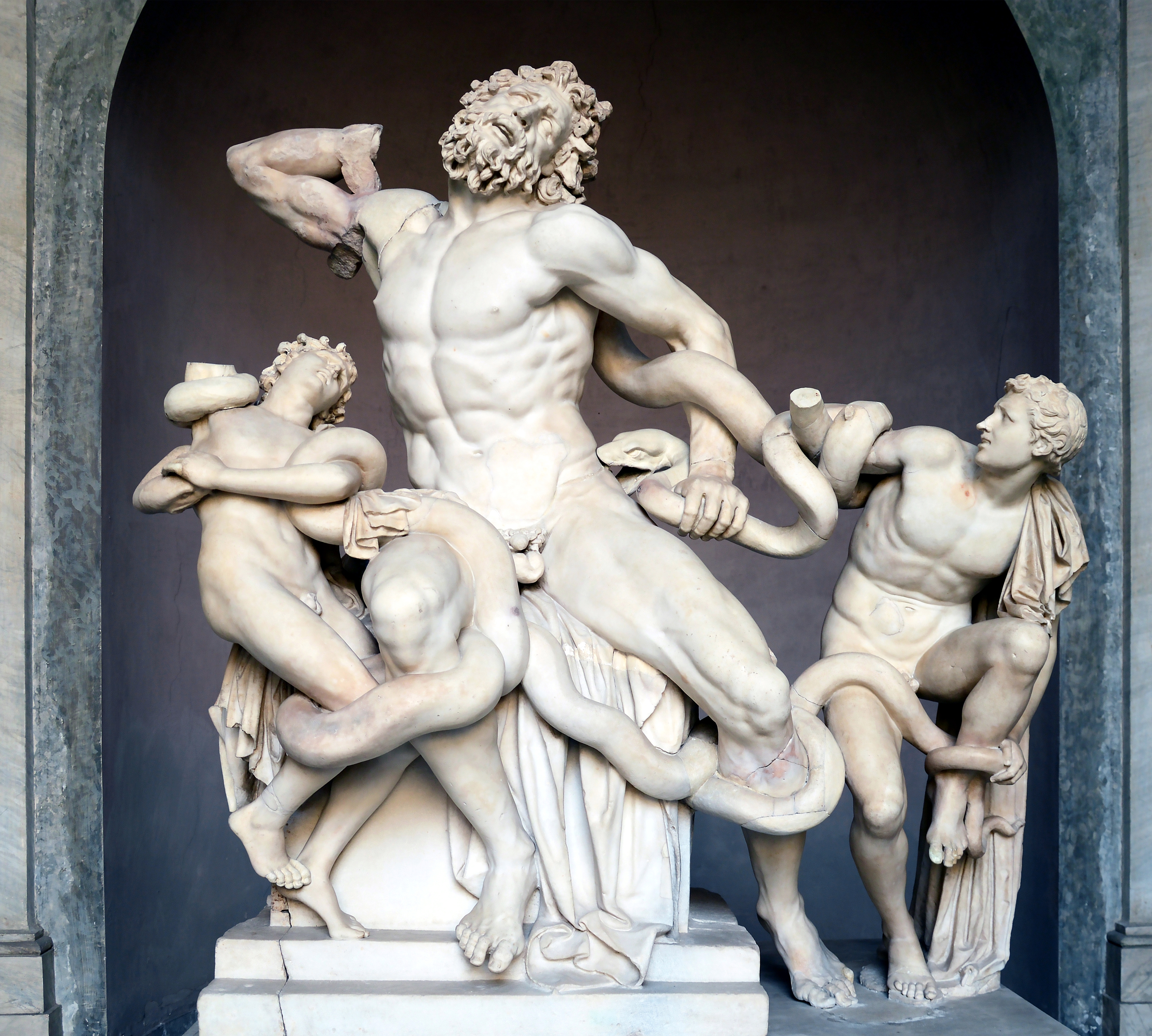
Láokoón a jeho synové, starověké řecké sousoší nalezené v Římě v roce 1506 datované do 1. století př. n. l., Vatikánská muzea

Velký zájem o starobylé artefakty lze pozorovat mezi čínskými učenci. Během období říše Sung (960–1279) se čínská vzdělaná šlechta začala zajímat o antikvářství a sběratelství umění. Neokonfuciánští učenci a úředníci se obecně zabývali archeologickými aktivitami, aby oživili používání starověkých relikvií z období Šang, dynastie Čou a dynastie Chan během státních rituálů. Tento jejich postoj ve svých esejích z roku 1088 kritizoval polyhistor Šen Kua. Ten zastával myšlenku, že starověké materiály by měly být studovány z hlediska jejich funkčnosti a jako zdroj pro studium starověkých výrobních technik. I když takto smýšlejících čínských antikvářů byla menšina, existovali i jiní, kteří tuto disciplínu brali stejně vážně jako Šen Kua. Například úředník, historik, básník a esejista Ou-jang Siou (1007–1072) sestavil analytický katalog s překresbami reliéfů ze starověkých kamenných a bronzových artefaktů. Čao Ming-čcheng (1081–1129) zdůraznil důležitost používání starověkých nápisů k nápravě nesrovnalostí a chyb v pozdějších historických textech pojednávajících o dávných událostech. Antikvářské studie z období říše Jüan (1279–1368) a říše Ming (1368–1644) téměř chybí. Oživeny byly v období říše Čching (1644–1912), ale nikdy se nevyvinuly v samostatnou a systematickou disciplínu archeologie, nezávislé na čínské historiografii.
V Evropě se fenomén aktikvářství a kabinetů kuriozit objevuje až v závěru středověku a s počátkem renesance. Italský humanista, Flavio Biondo (1392 – 1463), sepsal na počátku 15. století systematického průvodce ruinami a topografií starověkého Říma. Proto je nazýván raným zakladatelem archeologie. Italský obchodník a humanista Ciriaco de' Pizzicolli (1391 – asi 1455) cestoval po Řecku a východním Středomoří a poznatky ze svých cest, mezi nimi i nálezy starověkých budov a předmětů, zaznamenával ve svém deníku Commentaria, který měl nakonec šest svazků.
Angličtí antikváři 16. století včetně Johna Lelanda a Williama Camdena prováděli topografické průzkumy anglického venkova a kreslili, popisovali i interpretovali památky, na které během svého výzkumu narazili. Tito jedinci byli často duchovními. Mnoho vikářů zaznamenávalo místní památky, ležící v jejich farnostech, detaily krajiny i starověké památky, jako byly například menhiry, přestože někdy plně nechápali význam těchto artefaktů. V Čechách před polovinou 16. století popsal některá hradiště (např. Tetín) Václav Hájek z Libočan, na Moravě zachytil první archeologické nálezy v Předmostí Jan Blahoslav. Iniciátorem prvních archeologických průzkumů v Čechách a na Moravě byl i císař Rudolf II.

### První archeologické vykopávky

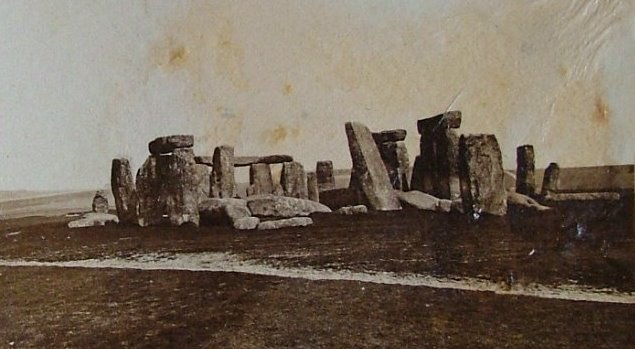
Pohled na Stonehenge, červenec 1877

Počáteční kroky k systematizaci archeologie jako vědy proběhly v Evropě v době osvícenství v 17. a 18. století. Mezi prvními archeologickými lokalitami, kde proběhl archeologický průzkum, byl Stonehenge a další megalitické památky v Anglii. První známé vykopávky ve Stonehenge provedli William Harvey a Gilbert North na počátku 17. století. Krátce poté tam kopali i Inigo Jones a vévoda z Buckinghamu. 
John Aubrey byl průkopnický archeolog, který zaznamenal řadu megalitických a dalších nemovitých památek v jižní Anglii. Zmapoval také neolitické henge Avebury. Na konci 17. století napsal dílo Monumenta Britannica, ve kterém se zabýval průzkumem raných městských a vojenských lokalit, včetně římských měst, táborů a pevností a v němž také uvedl přehled archeologických pozůstatků, včetně hrobů, silnic, mincí a uren. Svou dobu předběhl i v analýze nálezů. Pokusil se zmapovat chronologický stylistický vývoj rukopisů, středověké architektury, oblečení a tvaru štítů.
William Stukeley byl dalším antikvářem, který se zasloužil o raný rozvoj archeologie na počátku 18. století. Také on zkoumal prehistorické památky Stonehenge a Avebury. Byl jedním z prvních, kteří se pokusili datovat megality, o nichž tvrdil, že jsou to pozůstatky předrománského druidského kultu.

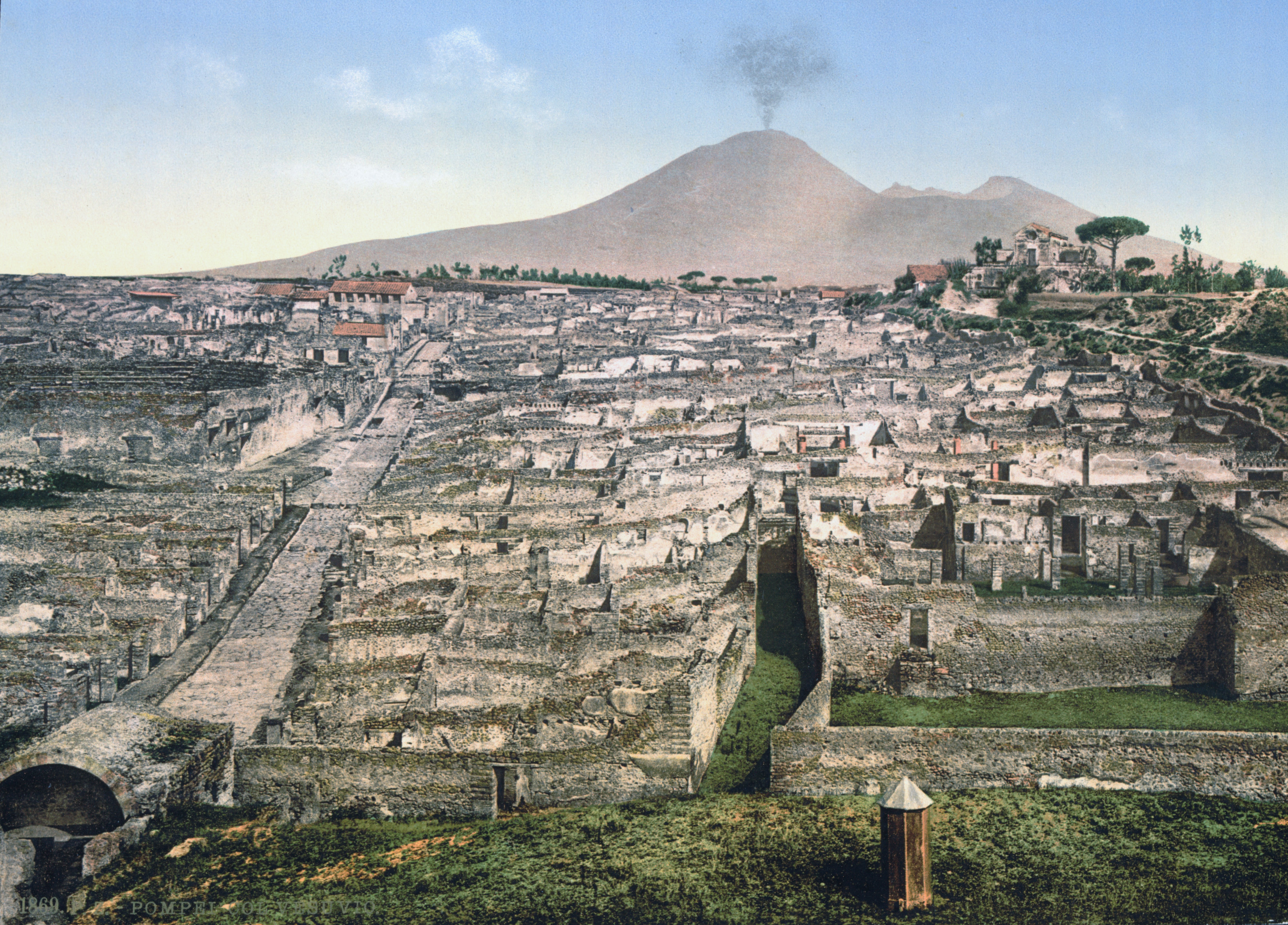
Pohled na Pompeje s Vesuv v pozadí, 1900

Archeologické vykopávky byly prováděny i v Pompejích a Herculaneu. Obě města byla pokryta vrstvou popela při erupci Vesuvu v roce 79. Odkryvy započaly roku 1738 v Herculaneu pod záštitou neapolského krále Karla III. Španělského, vykopávky v Pompejích byly zahájeny v roce 1748. V roce 1768 bylo v Herculaneu objeveno divadlo, bazilika a Vila papyrů (Vila Papyri). Tento objev komplexně zachovalých měst včetně fresek a předmětů každodenní potřeby i zachovaných dutin po lidských tělech měl velký dopad na celou Evropu.
Velmi vlivnou postavou v rozvoji teoretického a systematického studia minulosti prostřednictvím fyzických pozůstatků (hmotné kultury) byl Johann Joachim Winckelmann. Winckelmann je považován za zakladatele moderní vědecké archeologie i dějin umění díky tomu, že jako první systematicky kategorizoval klasické (řecké a římské) umění a architekturu podle stylu. Jeho původní přístup byl založen na podrobném empirickém zkoumání artefaktů, ze kterých bylo možné vyvodit závěry a vypracovat teorie o starověkých kulturách.
V Americe Thomas Jefferson, možná inspirovaný svými zkušenostmi z Evropy, dohlížel v roce 1784 na systematické vykopávky indiánského pohřebiště s mohylami ve Virginii. Přestože jeho výzkumné metody předběhly dobu, byly podle novodobých měřítek primitivní.

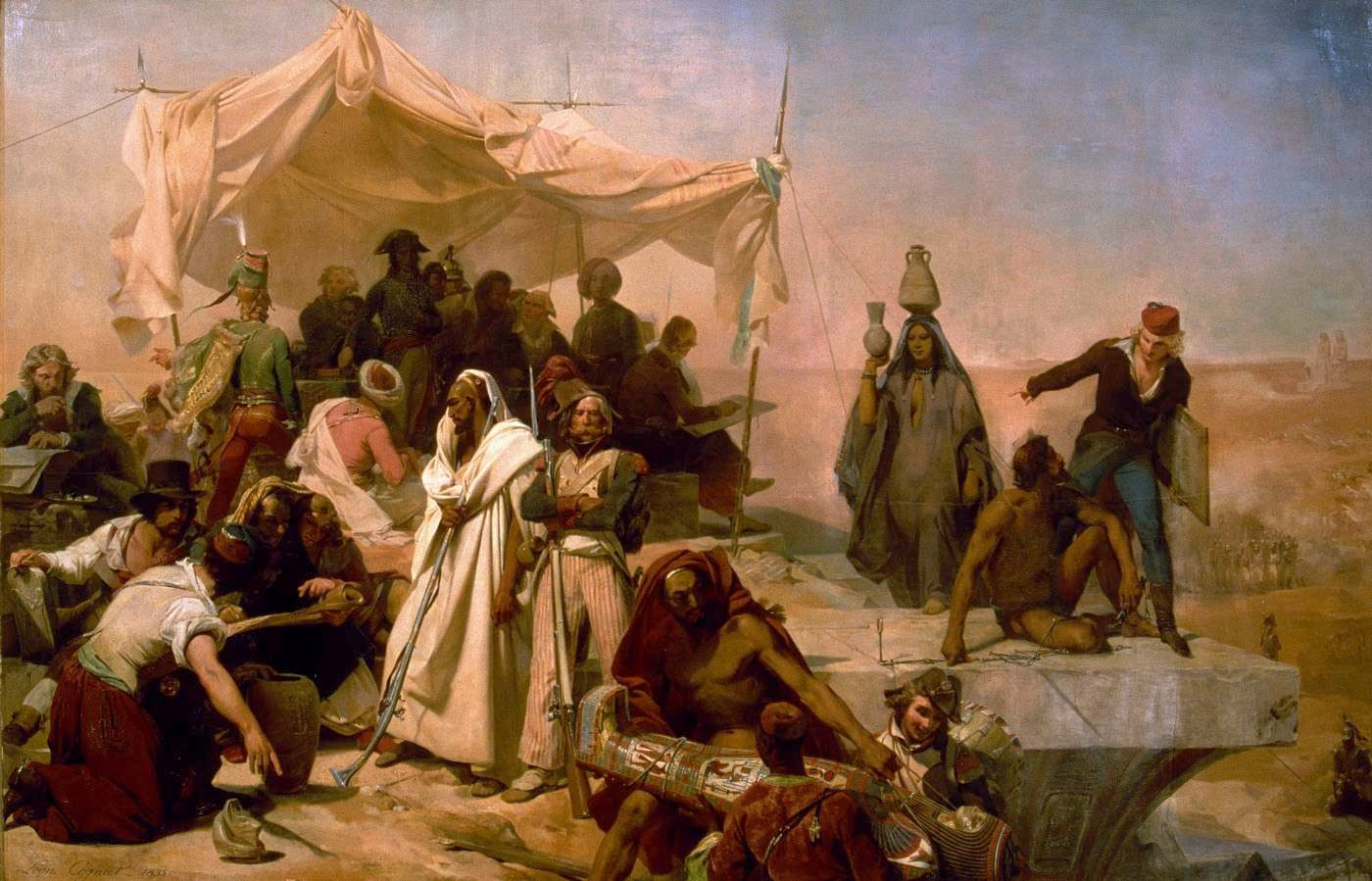
Obraz Léona Cognieta zobrazující Napoleonovu egyptskou expedici

Napoleonova armáda prováděla vykopávky během svého egyptského tažení v letech 1798 až 1801. Jednalo se o první velkou mimoevropskou archeologickou expedici. Napoleon do Egypta přivedl na 500 civilních vědců, specializujících se na biologii, chemii i jazyky, aby provedli důkladné studium starověké egyptské civilizace. Zásadní význam pro egyptology měla práce Jeana-Françoise Champolliona, který díky rosettské desce rozluštil starověké hieroglyfy.
I přes význam některých objevů v počátcích archeologie byly vykopávky spíše náhodné a před vývojem moderních technik zcela přehlížely důležitost konceptů jako je stratifikace nebo kontext nálezu. Zcela v duchu antikvářství se práce soustředily jen na získání nemovitých a zejména movitých artefaktů. Například v roce 1803 byl kritizován Thomas Bruce, 7. hrabě z Elginu za odstranění Elginových mramorů z Parthenónu v Athénách. Samotné mramorové sochy byly oceňovány pouze pro svou estetickou kvalitu, nikoliv jako zdroj informací o starověké řecké civilizaci.

### Posun k nacionalismu
Na konci 18. a počátku 19. století se archeologie stala účinným nástrojem vzrůstajícího nacionalismu a kabinety kuriozit se proměňovaly v národní muzea. Ta najímala pracovníky ke sběru artefaktů v terénu, aby národní sbírky byly velkolepější a ukázaly, jak dlouhé a bohaté jsou dějiny jednotlivých národů. Archeologické nálezy byly spojovány s etniky, známými z písemných pramenů (ve střední Evropě se Slovany, Germány, Kelty, aj.). V roce 1818 bylo založeno Národní muzeum v Praze. V Mexiku v 19. století byl rozvoj Národního antropologického muzea a vykopávky na předních archeologických lokalitách pod vedením Leopolda Batrese součástí liberálního režimu Porfiria Díaze. Cílem bylo vytvoření grandiózního obrazu mexické minulosti před příchodem Španělů.
I přes zesílené snahy o poznání původu vlastního národa bylo i v první polovině 19. století zorganizováno mnoho dalších archeologických expedic do mimoevropských lokalit za účelem poznání zaniklých starověkých říší. Například britským konzulem v Egyptě Henrym Saltem byl najat italský cestovatel Giovanni Battista Belzoni, aby sbíral starožitnosti pro Britské muzeum. Paul-Émile Botta prováděl vykopávky v paláci asyrského krále Sargona II., Austen Henry Layard odkryl ruiny Babylonu a Nimrudu a objevil Aššurbanipalovu knihovnu a Robert Koldewey a Karl Richard Lepsius prozkoumávali lokality na Blízkém východě. Metodika výzkumu však byla stále nedostatečná a vykopávky byly zaměřeny především na získávání artefaktů a odkrývání architektonických pozůstatků. Obvykle se do muzeí ukládaly jen vzácné a zajímavé věci, ale mnohé jiné archeologické památky zůstávaly nepovšimnuty (vybraly se kovové předměty a celé zdobené nádoby, ale střepy nebo zvířecí kosti se vyhazovaly). Neexistovala možnost přesnějšího časového zařazení nálezů. Často také v duchu kolonialismu docházelo k odvážení archeologických památek mimo zemi jejich původu, což se později stalo předmětem diskusí o etice v archeologii.

## Rozvoj archeologických metod

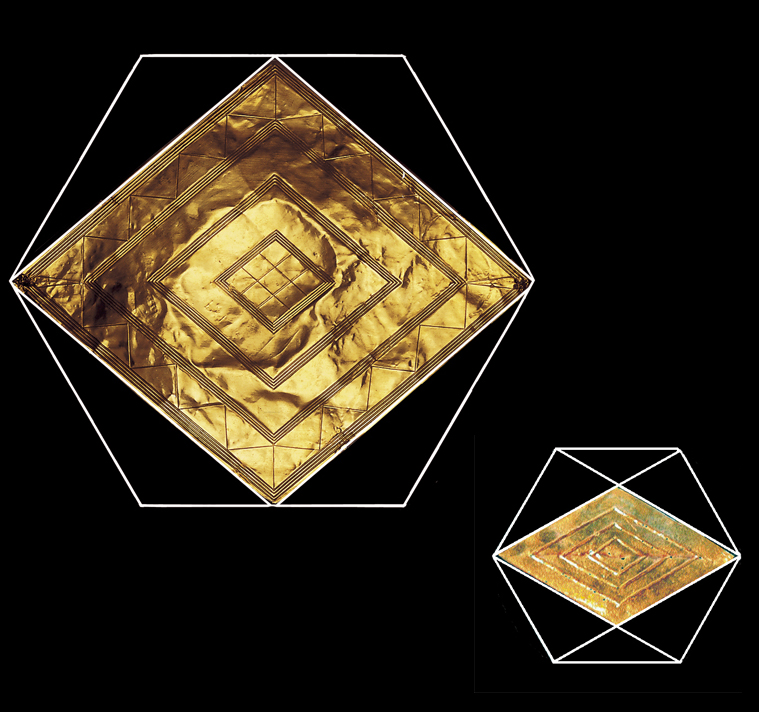
Artefakty nalezené v roce 1808 v Bush Barrow

Otcem archeologického výzkumu byl William Cunnington (1754–1810). Okolo roku 1798 provedl vykopávky ve Wiltshire. Cunningtonovu práci financovala řada mecenášů, z nichž nejvýznamnějším byl Richard Colt Hoare, který v roce 1785 po svém dědečkovi zdědil panství Stourhead. Hoare se začal zabývat antikvářstvím a v roce 1804 začal financova Cunningtonovy vykopávky. Popisy těchto výzkumných pracích Hoare v roce 1810 publikoval v knize nazvané Ancient History of Wiltshire.
Cunnington pořizoval pečlivé záznamy z vykopávek mohyl datovaných převážně do období neolitu a doby bronzové. Mnoho jím používaných termínů je v archeologii dodnes používáno. První zmínka o použití zednické lžíce během archeologického výzkumu pochází z dopisu Cunningtona z roku 1808. Ten v tomto dopisu popisuje, že ji použil John Parker během vykopávek v Bush Barrow.
Jedním z hlavních úspěchů archeologie v 19. století byl rozvoj studia stratigrafie. Tato nová myšlenka o překrývajících se vrstvách, díky kterým je možné vysledovat časovou posloupnost byla převzata z geologické a paleontologické práce vědců jako byli William Smith, James Hutton a Charles Lyell. Stratigrafická metoda byla nejdříve v archeologii aplikována na pravěkých lokalitách a lokalitách z doby bronzové. Ve druhé polovině 19. století začali archeologové jako Jacques Boucher de Perthes a Christian Jürgensen Thomsen dávat nalezené artefakty do chronologického pořadí.
Dalším důležitým milníkem byla myšlenka „hlubokého času“. Do té doby měli lidé o Zemi představu, že je docela mladá. James Ussher použil Starý zákon a vypočítal, že byl svět stvořen 23. října 4004 př. n. l. Později Jacques Boucher de Pethes (1788–1868) zavedl mnohem hlubší smysl pro čas ve svém díle z roku 1847 Antiguités celtiques et antédiluviennes.

### Profesionalizace archeologie
Až do poloviny 19. století byla archeologie učenci stále považována za amatérskou zábavu. Velká britská koloniální říše poskytovala těmto „amatérům“ mnoho příležitostí odhalovat a studovat starověké dějiny mnoha jiných kultur. Hlavní postavou ve vývoji archeologie ve vědeckou disciplínu byl armádní důstojník a etnolog Augustus Pitt Rivers.
V roce 1880 začal s archeologickými vykopávkami na pozemcích, které zdědil a na kterých se nacházelo množství archeologického materiálu z římského i saského období. Vykopávky prováděl více než sedmnáct sezon a skončily až jeho smrtí. Jeho přístup byl na tehdejší poměry vysoce metodický a je považován za prvního vědeckého archeologa. Byl ovlivněn evolučními spisy Charlese Darwina a Herberta Spencera. Uspořádal proto artefakty typologicky a v rámci jednotlivých typů poté chronologicky. Tento styl uspořádání, navržený tak, aby zdůraznil evoluční trendy ve vývoji lidských artefaktů byl revoluční novinkou v designu muzejních expozic a měl obrovský význam pro přesné datování předmětů. K jeho nejdůležitější metodologické novince patřil jeho důraz na to, aby byly shromažďovány a katalogizovány všechny nalezené artefakty, nejenom ty výjimečné či krásné. Toto jeho zaměření na předměty každodenní potřeby se stalo klíčové k porozumění minulosti a archeologie tak opustila svou minulou praxi, která byla často pouhým hledáním pokladů.
William Flinders Petrie je dalším, který může být nazýván otcem archeologie. Petrie jako první vědecky prozkoumal Velkou pyramidu v Gíze v 80. letech 19. století. Bylo navrženo mnoho hypotéz na téma stavby pyramid, například hypotéza Charlese Piazziho Smythe, ale Petrieho příkladná analýza architektury tyto hypotézy vyvrátila a dodnes je základním zdrojem dat o pyramidových plošinách.
Petrie vyvinul systém datování vrstev na základě nálezů keramiky, což znamenalo revoluci v chronologických datech v egyptologii. Byl také zodpovědný za mentorování a výcvik celé generace egyptologů, včetně Howarda Cartera, který se proslavil objevem hrobky faraona Tutanchamona ze 14. století př. n. l.
První stratigrafické vykopávky, které měly značný ohlas u široké veřejnosti, proběhly v Hisarliku, na místě starověké Tróje. Ty provedly Heinrich Schliemann, Frank Calvert, Wilhelm Dörpfeld a Carl Blegen v 70. letech 19. století. Tito učenci rozlišili devět po sobě jdoucích měst, od pravěku po helénistické období. Jejich práce však byla kritizována jako poškozující a drsná. Kenneth W. Harl napsal, že Schliemannovy vykopávky byly prováděny tak drsnými metodami, že udělal pro Tróju to, co Řekové ve své době nedokázali, a to zničit a srovnat se zemí celé městské hradby.
Mezitím práce sira Arthura Evanse v Knóssu na Krétě odhalila dávnou vyspělou civilizaci. Mnoho nálezů z této lokality bylo katalogizováno a odvezeno do Ashmoleova muzea v Oxfordu, kde je mohli studovat klasičtí archeologové. Došlo také k pokusu o rekonstrukcí velké části naleziště do původního stavu. Ačkoliv to bylo provedeno způsobem, který by byl v moderní archeologii považován za nevhodný, pomohlo to archeologii významně zpopularizovat.

## Moderní archeologie
Důležitou postavou pro vybudování moderní archeologie byl Mortimer Wheeler. Jeho vysoce disciplinovaný přístup k vykopávkám a systematický výzkum lokalit ve 20. a 30. letech 20. století dal základ pro moderní archeologii. Wheeler vyvinul mřížkový systém výkopových prací, který dále vylepšila jeho studentka Kathleen Kenyon. Jejich neustálé pokusy o vylepšování archeologických metod byly založeny na přísné stratigrafické kontrole při výkopových pracích (k tomuto účelu sloužily valy mezi výkopy k uchování záznamu o vrstvách, které byly vykopávány) a na publikování záznamů o výkopu formou, která vypovídala o příběhu zkoumaného místa.
Škody způsobené bombardováním během druhé světové války a následná obnova poskytly archeologům příležitost poprvé smysluplně prozkoumat dlouho obydlená místa. Vybombardovaná města poskytla náhled do vývoje evropských měst, jejichž minulost byla za normálních okolností pohřbena pod stojícími budovami. Městská archeologie vyžadovala nový přístup, protože staletí lidského osídlení vytvářela hluboké stratigrafické vrstvy.
Archeologie se v první polovině 20. století čím dál více stávala profesionální činností. Přestože většinu pracovní síly během vykopávek i nadále tvořili dobrovolníci, běžně je vedl profesionální archeolog. Archeologie také začala být vyučována na univerzitách.
Důležitým technologickým objevem v archeologii ve 20. století bylo zavedení radiokarbonové metody datování. Ta byla vypracována na základě teorie amerického vědce Willarda Libbyho z roku 1949. Navzdory mnoha jejím omezením (ve srovnání s pozdějšími metodami je nepřesná, lze ji použít pouze na organický materiál, při kalibraci je závislá na datové sady a funguje pouze na pozůstatky staré maximálně 10 tisíc let) přinesla tato metoda revoluci v archeologickém porozumění minulosti. Díky ní bylo poprvé možné poměrně přesně datovat nálezy, jako například kosti. V některých případech vedla u úplnému přehodnocení významu starších nálezů. V roce 1989 dala katolická církev souhlas k použití této techniky na Turínské plátno, které bylo následně datováno do středověku.
Další vývoj technik v archeologickém průzkumu, často založený na válečných technologiích, přinesl další vědecký pokrok. Pro terénní archeologii bylo nejvýznamnější z nich použití geofyzikálního průzkumu. Ten zahrnuje řadu technik dálkového průzkumu, jako je letecké snímkování či satelitní snímky. Používá se také metoda LIDAR, metoda dálkového měření vzdálenosti na základě výpočtu doby šíření pulsu laserového paprsku odraženého od snímaného objektu, se kterou se měří výška povrchu země na velkých plochách krajiny s rozlišením a přesností, které do té doby nebyly k dispozici. Aplikace fyzikálních věd na archeologii známá jako archeometrie nebo archeologická věda, se stala hlavní součástí archeologického bádání.
V archeologii se používá i geografický informační systém určený k zachycování, ukládání, manipulaci, analýze, správě a vizualizaci všech typů geoprostorových dat.
Objev mumie nazvané Ötzi, která byla objevena v roce 1991 v Ötztalských Alpách, vyústil v použití genetických technik, které našly v archeologii uplatnění. S pomocí analýzy DNA mohli vědci zjistit, že Ötzi nepatří do žádné známé lidské populace. V dalších letech pomohla genetika rekonstruovat lidskou migraci, ke které došlo v pravěku.